# Monte (Cajatambo)
Monte es un despoblado peruano ubicado en el distrito de Gorgor, perteneciente a la provincia de Cajatambo del departamento de Lima, al centro oeste del Perú. 

## Ubicación
Monte se ubica al sur de la provincia de Cajatambo, en el distrito de Gorgor, en el departamento de Lima.

## Demografía
En 2017 Monte no tenía a ningún habitante empadronado.
| 0                               | 0 |
| (Fuente: Población 1993 y 2017) |   |